# Малая сцена Словацкого национального театра
Малая сцена Словацкого национального театра (словац. Malá scéna Slovenského národného divadla) — до конца марта 2007 года являлась второй основной сценой Драматического подразделения Словацкого национального театра.

## История здания
Малая сцена расположена в многофункциональном здании на Проспекте Достоевского (Братислава). В здании помимо помещений театра также находится студенческое общежитие Словацкого технического университета (вход с улицы Добровича). Здание построено в середине 1950-х годов по проекту архитекторов Яна Штеванца и Йозефа Лацко.
После реконструкции помещений под нужды театра в 1962 году Малая сцена стала вторым зданием Драматического подразделения Словацкого национального театра. Предназначением Малой сцены было дополнять репертуар основной драматической сцены, находящейся в здании Театра Павола Орсага Гвездослава, акцент при этом делался на нетрадиционную драматургию, сценические и постановочные эксперименты.
На Малой сцене никогда не существовало отдельной актёрской труппы. Здесь играли либо актёры основной драматической сцены, либо студенты Братиславской высшей школы исполнительского искусства. В 1962-1967 годах здесь выступал известный словацкий мим Милан Сладек.
В 1980-х годах и в середине 1990-х годов прошла модернизация оборудования и внешнего вида входа в театр (в настоящее время здесь открыто кафе). Здание относится к Словацкому техническому университету. Со второго полугодия 2007 года на Малой сцене снова играют студенты Театрального факультета Братиславской высшей школы исполнительского искусства.

## Технические сведения
- Вместимость зрительного зала: 190 мест, из которых для продажи предназначено 174 места
- Сцена оборудована базовой механической конструкцией с пятью тяговыми механизмами, без канатов и предсценического пространства.